# تروکاوتس
تروکاوتس (به چکی: Trokavec) یک منطقهٔ مسکونی در جمهوری چک است که در شهرستان روکیتسانی واقع شده‌است. تروکاوتس ۴٫۲۳ کیلومتر مربع مساحت و ۹۱ نفر جمعیت دارد و ۶۱۵ متر بالاتر از سطح دریا واقع شده‌است.